# 飘升机

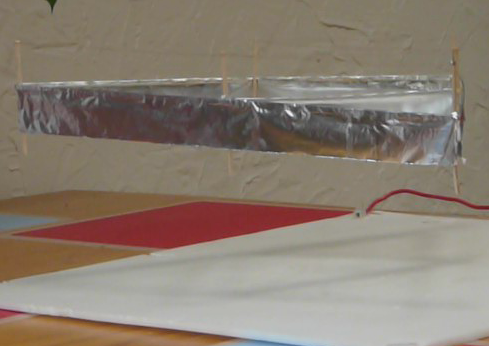
飄升機v2

飄升機（Ion-propelled aircraft）是一種離子推進的飛行器，也是電流體動力學（electrohydrodynamics）的設計模型。目前在全世界范围内，有关飘升机的实验已经越来越普及，而飘升机本身的结构也越来越复杂，由最简单普及的三角形发展到多格三角形、六边形、圆柱形、伞型以及多层结构等，其尺寸也越来越大，日本出现了直径达五米的飘升机。而最大的飘升机提升重量达到了一磅。

## 歷史
上世纪20年代，别费尔德-布朗效应（Biefeld-Brown effect）被发现。
上世纪90年代初，由美国国防承包商杰夫·卡梅伦复活了飘升机。

## 外部連結
- Electrostatic Antigravity on NASA's "Common Errors in propulsion" page
- NASA: Asymmetrical Capacitors for Propulsion （页面存档备份，存于）